# Goodbye Lullaby
Goodbye Lullaby è il quarto album in studio della cantautrice canadese Avril Lavigne, pubblicato l'8 marzo 2011 dall'etichetta discografica RCA Records.
La cantante ha reso noto il titolo dell'album il 21 novembre 2010 in occasione degli American Music Award, di cui è stata ospite. L'uscita di Goodbye Lullaby è stata anticipata dalla pubblicazione del primo singolo What the Hell, il 7 gennaio 2011, che è stato poi seguito da Smile il 29 aprile e da Wish You Were Here il 26 settembre.
Ad oggi l'album ha venduto più di 15 milioni di copie in tutto il mondo.

## Descrizione

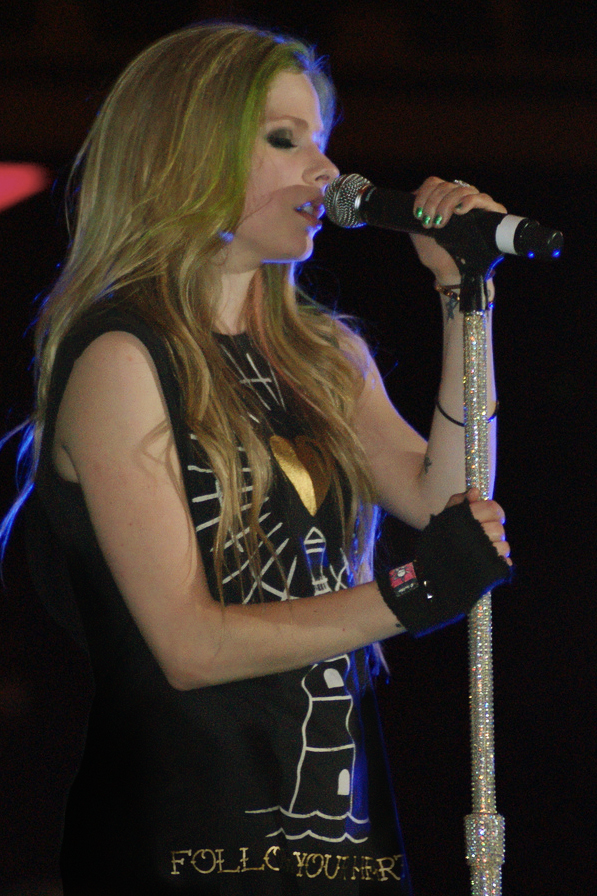
Avril Lavigne in concerto nel maggio 2011

L'album si discosta dalle forti sonorità rock del precedente The Best Damn Thing: prevale la voce di Lavigne accompagnata dal suono di strumenti acustici che rende l'album più sentimentale e ricco di emozioni. Lavigne continua a condividere le sue esperienze personali e la sua crescita interiore ma questa volta lo fa su un sound più scarno ed essenziale.
Sull'album Lavigne ha dichiarato: «Questo è stato un disco davvero difficile da creare e pubblicare. Non solo è il più significativo e speciale disco che ho scritto, è sincero, onesto e vicino al mio cuore. Ho deciso di dare tutta me stessa e non torno indietro. Mi sono permessa di essere vulnerabile. Le persone che hanno ascoltato i nuovi brani hanno avuto una reazione positiva ed emozionale. A questo punto mi sono resa conto che è qualcosa di realmente vero. È una musica aperta all'interpretazione..» Per questo la stessa Avril ha definito questo suo ritorno una vera e propria "partenza" dai precedenti album.
«Nel complesso l'album parla di come noi tutti attraversiamo esperienze difficili, come la fine di una relazione, perdere il lavoro o sentire la mancanza di qualcuno, e queste stesse esperienze ci fanno crescere. Amo sempre scatenarmi ma in questo album ho voluto mostrare un mio lato diverso: per questo ho prodotto anche alcune canzoni, cosa che non avrei mai pensato di fare» ha aggiunto Lavigne.

## Produzione
La composizione dell'album comincia nel novembre 2008 con Black Star solo un mese dopo la fine del The Best Damn Tour, brano utilizzato successivamente nello spot girato dalla cantante per la promozione del suo primo profumo Black Star. Nel luglio 2009 vengono registrate in studio alcune canzoni tra le quali Gone, Fine, Everybody Hurts e Darlin', quest'ultimo scritto all'età di 15 anni quando Avril viveva ancora a Napanee e a cui è molto affezionata: «Ogni volta che ascolto Darlin' penso alla stanza di casa in cui l'ho scritta e alle volte in cui la suonavo a mia madre. È davvero speciale per me averla nell'album» ha dichiarato. Per la prima volta Avril ha scritto e prodotto dei brani interamente da sola (4 Real e Goodbye) ed è molto fiera di questo. Le restanti canzoni sono state composte dalla stessa Avril in collaborazione con Evan Taubenfeld (già coautore di Don't Tell Me, Hot e Innocence), con Butch Walker (già coautore di My Happy Ending, When You're Gone e The Best Damn Thing) e con l'autore e produttore Max Martin.
Alla produzione dell'album ha partecipato anche Deryck Whibley, ex marito della Lavigne.

## Pubblicazione
La pubblicazione dell'album era prevista inizialmente per il 17 novembre 2009, ma viene rimandata all'inizio del 2010. Successivamente si susseguono una serie di slittamenti: nel gennaio 2010 durante un'intervista Avril fissa l'uscita del primo singolo per aprile e dell'album per il mese di giugno; in una nuova intervista rilasciata a maggio la cantante dichiara di trovarsi ancora in studio per scrivere nuove canzoni, dal sound più leggero, da aggiungere alle altre già registrate e caratterizzate da sonorità più cupe.
Nel novembre 2010 tramite il suo sito ufficiale Avril fa sapere che l'album sarà pubblicato a marzo 2011 e sarà anticipato dal singolo What The Hell in uscita a gennaio; ha inoltre precisato che questi innumerevoli spostamenti di pubblicazione dell'album, che era pronto già da un anno, non sono stati dipesi da lei ma dalla casa discografica, la quale voleva che Avril producesse musica più dance, seguendo così l'onda del momento, e abbandonasse quelle sonorità pop-rock che la contraddistinguono dagli esordi. «La gente dà il meglio di sé quando fa ciò che ama e viene naturale farlo, non quando la si forza ad essere qualcosa che non è realmente. Sin dagli esordi della mia carriera, il mio messaggio è stato sii te stesso e fatti avanti per le cose in cui credi davvero. Segui il cuore», ha aggiunto Avril sulle incomprensioni con la sua casa discografica.
Il 7 dicembre 2010, Avril tramite il suo sito ufficiale annuncia la data di pubblicazione del nuovo album, fissata per il 2 marzo 2011. Sono stati attribuiti vari nomi all'album a partire dal 2009, tra i quali: Pink Crust, Sweet & Dark Princess, Crash & Burn e The Bad Lullaby.

## Tracce
Il singolo Goodbye ha la durata di 4:32 minuti, ma nel singolo è incluso un minuto di silenzio. La durata riportata sul retro dell'album, digitale incluso, è pertanto 5:29 minuti.
L'album è composto da 14 brani, tra i quali è inclusa anche Alice, brano estratto dalla colonna sonora del film di Tim Burton Alice in Wonderland. La tracklist ufficiale dell'album è stata annunciata il 21 novembre 2010 sul sito ufficiale della cantante.
Tra i brani inediti What the Hell, un inno al divertimento e alla libertà, e Stop Standing There, dall'atmosfera in stile gruppi femminili primi anni 50. Avril esprime la sua gratitudine per le persone più importanti della sua vita nel rock di Smile, esplora le dinamiche di una relazione in Push, mostra il suo lato più sensibile e vulnerabile in Wish You Were Here e trova la forza di chiudere un capitolo per passare a quello successivo nella title track Goodbye, un'intensa ballata al piano che chiude l'album.
In un'intervista rilasciata su MTV, Avril ha dichiarato che la sua canzone preferita dell'album è Goodbye, che è anche il brano più personale dell'intero album.
Dell'album, oltre all'edizione deluxe esiste anche la Expanded Edition, acquistabile esclusivamente sul sito ufficiale della cantante dal 26 febbraio 2011 che include oltre al CD/DVD foto aggiuntive con un libretto ricco di contenuti, il plettro ufficiale della cantante, una nota scritta a mano dalla stessa Avril e un buono sconto del 25% sull'acquisto di un capo della sua linea di abbigliamento Abbey Dawn.
Edizione standard (Europa e America)
1. Black Star – 1:34 (Avril Lavigne)
2. What the Hell – 3:40 (Avril Lavigne, Max Martin, Shellback)
3. Push – 3:01 (Avril Lavigne, Evan Taubenfeld)
4. Wish You Were Here – 3:45 (Avril Lavigne, Max Martin, Shellback)
5. Smile – 3:30 (Avril Lavigne, Max Martin, Shellback)
6. Stop Standing There – 3:28 (Avril Lavigne)
7. I Love You – 4:02 (Avril Lavigne, Max Martin, Shellback)
8. Everybody Hurts – 3:42 (Avril Lavigne, Evan Taubenfeld, Rodney Howard)
9. Not Enough – 4:18 (Avril Lavigne, Evan Taubenfeld)
10. 4 Real – 3:28 (Avril Lavigne)
11. Darlin – 3:50 (Avril Lavigne)
12. Remember When – 3:29 (Avril Lavigne)
13. Goodbye – 4:32 (Avril Lavigne)
14. Alice (versione estesa) – 5:01 (Avril Lavigne)

Edizione standard (Giappone)
1. Alice (versione estesa) – 5:01 (Avril Lavigne)
2. Remember When – 3:29 (Avril Lavigne)
3. Goodbye – 5:29 (Avril Lavigne)
4. Knockin' on Heaven's Door – 2:52 (Bob Dylan) – cover Bob Dylan

Edizione deluxe
1. What the Hell (versione acustica) – 3:40 (Avril Lavigne, Max Martin, Shellback)
2. Push (versione acustica) – 2:46 (Avril Lavigne, Evan Taubenfeld)
3. Wish You Were Here (versione acustica) – 3:45 (Avril Lavigne, Max Martin, Shellback)
4. Bad Reputation – 2:42 (Joan Jett) – cover Joan Jett

Edizione deluxe (iTunes)
1. What the Hell (Bimbo Jones Remix) (Avril Lavigne, Max Martin, Shellback)
2. The Making of Goodbye Lullaby

Edizione deluxe (Bonus DVD)
1. Introduction – 1:27
2. Avril Talks About the Making of Goodbye – 5:49
3. Avril in the Studio – 4:10
4. Goodbye Lullaby...The Songs – 9:39
5. First Band Rehearsals for "What the Hell" – 3:00
6. Acoustic Studio Session – 2:02
7. Album Cover Photo Shoot – 2:18

## Successo commerciale
Nella classifica Billboard del Giappone, l'album ha debuttato direttamente al primo posto: è il primo album internazionale a debuttare al primo posto dopo The Circle di Bon Jovi del 2009 e il terzo album di Avril a debuttare in prima posizione, dopo The Best Damn Thing del 2007 e Under My Skin del 2004. Avril Lavigne diventa così la prima artista internazionale insieme a Bon Jovi ad aver raggiunto la prima posizione degli album più venduti in Giappone con tre album. Secondo la classifica Oricon, Goodbye Lullaby ha venduto nella sua prima settimana 135.410 copie vendute, ottenendo subito il disco d'oro e, solo un dopo mese, disco di platino. L'album ha debuttato in prima posizione anche in Australia, diventando il terzo album di Avril a raggiungere la vetta.
Negli Stati Uniti l'album è entrato al quarto posto della Billboard 200, vendendo circa 87.000 copie, risultato un po' deludente per la cantante se si considera che i suoi due precedenti lavori, Under My Skin e The Best Damn Thing, erano schizzati subito al primo posto con rispettivamente 381.000 e 286.000 copie vendute. Anche in Canada l'album non riesce a debuttare al primo posto, come invece avevano fatto i precedenti: piomba in seconda posizione con circa 13.000 copie vendute, sole 2.000 copie in meno del primo in classifica, 21 di Adele: nella settimana di pubblicazione dell'album è entrato alla posizione numero 64 grazie ai soli download digitali anche un brano dell'album, Wish You Were Here. Nel Regno Unito l'album ha esordito alla nona posizione, vendendo 22.521 copie: è il primo album di Avril Lavigne a non raggiungere il primo posto della classifica britannica degli album più venduti. Diventa invece il primo a raggiungere la vetta nella classifica della Repubblica Ceca.
Nell'album è stata inserita la canzone "Alice", colonna sonora del film diretto da Tim Burton "Alice In Wonderland"; la canzone è uscita come singolo a fine gennaio 2010; la canzone "Push" è uscita come singolo radiofonico solo per il Giappone nel febbraio 2012 mentre il 1º marzo 2012 è uscito il video di "Goodbye", anche se la canzone non è mai stata pubblicata come singolo ma è un regalo che Avril dedica ai propri fans.

## Classifiche
| Classifica (2011) | Posizione massima |
| ----------------- | ----------------- |
| Australia         | 1                 |
| Austria           | 3                 |
| Belgio (Fiandre)  | 11                |
| Belgio (Vallonia) | 10                |
| Canada            | 2                 |
| Corea del Sud     | 3                 |
| Danimarca         | 19                |
| Finlandia         | 8                 |
| Francia           | 4                 |
| Germania          | 4                 |
| Giappone          | 1                 |
| Grecia            | 12                |
| Irlanda           | 12                |
| Italia            | 5                 |
| Messico           | 3                 |
| Norvegia          | 16                |
| Nuova Zelanda     | 7                 |
| Paesi Bassi       | 11                |
| Polonia           | 10                |
| Portogallo        | 5                 |
| Regno Unito       | 9                 |
| Repubblica Ceca   | 1                 |
| Russia            | 5                 |
| Spagna            | 4                 |
| Stati Uniti       | 4                 |
| Svezia            | 10                |
| Svizzera          | 2                 |
| Ungheria          | 13                |

### Classifiche di fine anno
| Classifica (2011) | Posizione |
| ----------------- | --------- |
| Australia         | 70        |
| Giappone          | 13        |
| Italia            | 36        |
| Messico           | 70        |
| Stati Uniti       | 115       |
| Svizzera          | 75        |